# هالو (مجلة)
هالو (بالإنجليزية: Hello)‏ هي مجلة أسبوعية بريطانية صدر العدد الأول منها في سنة 1988. مُتخصصة في مجال أخبار المشاهير والقصص واهتمامات البشر المُختلفة. وهي مُنتشرة بأكثر من 100 بلد حول العالم، وطُبعت نسخات محلية من المجلة في كل من الأرجنتين، بلغاريا، كندا، كولومبيا، جمهورية الدومينيكان، الإكوادور، اليونان، الهند، إندونيسيا، ماليزيا، الضفة الغربية، المغرب، نيجيريا، باكستان، البيرو، بورتوريكو، روسيا، صربيا، تايلند، تركيا، وفنزويلا.

## وصلات خارجية
- الموقع الإلكتروني